# Isometrisk projektion

I denna isometriska teckning är den blå sfären två nivåer högre än den röda, men detta kan inte ses om man bara tittar på den vänstra hälften av bilden. Om piren som den blå sfären ligger på utökas med en fyrkant, skulle den linjera perfekt med den fyrkant som den röda sfären ligger på, och skapa en optisk illusion av att båda sfärerna ligger på samma nivå. Märk också att i avsaknad av skuggning skulle det vara svårt att bestämma sidorna på kuberna, eller ens kunna skilja på kuberna.

En isometrisk teckning av en kub. Lägg märke till att konturen på den tvådimensionella teckningen är en regelbunden hexagon: alla svarta linjer är lika långa och alla kubens sidoytor har samma area.

Isometrisk projektion är en metod för att visuellt avbilda tredimensionella föremål i två dimensioner. Det är en form av grafisk projektion, mer specifikt en axonometrisk projektion, där de tre koordinataxlarna avbildas i samma skala och vinklarna mellan axlarna är 120°. Isometrisk projektion är en av de projektionsmetoder som används för tekniska ritningar, som ibland går under smeknamnet "iso". I tekniska ritprogram (CAD) kan ofta funktioner finnas för "iso-ritning", och det marknadsförs speciellt "iso-papper" med linjer eller punkter för manuell ritning. Det är speciellt effektivt för översiktsbilder och för utrustning som kan beskrivas tillräckligt med en isometrisk vy, istället för separata vyer, exempelvis rörledningar som i huvudsak följer koordinataxlarna.
Isometriskt perspektiv kallas bilder som bygger på användandet av detta perspektiv där avbildade föremål inte ändras i storlek beroende på deras placering i bilden. Isometriskt perspektiv är bland annat populärt i ett flertal dator- och TV-spel som till exempel Head over Heels, Populous, The Sims och Civilization II.
Termen isometrisk kommer från grekiskans "lika mått", och syftar på att skalan längs de tre axlarna av projektionen är den samma (vilket inte är fallet i några av de andra grafiska projektionsmetoderna).
En av fördelarna med isometriskt perspektiv i teknisk ritning är att vinkeln 60° är enkel att konstruera med hjälp av enbart passare och rätskiva. Sedan kan cirklar på respektive yta ritas med 35°16' ellipsmall, eller enkelt approximeras med ca 5 % måttnoggrannhet medelst passare på "euklidiskt sätt", utan mätning.

## Visualisering
En isometrisk vy av ett objekt kan erhållas genom att välja projektionsriktningen på ett sätt så att vinklarna mellan projektionen av x-, y- och z-axlarna är lika, dvs 120°. Med kuben som exempel, görs detta genom att först betrakta kuben vinkelrätt mot en yta. Sedan roteras kuben ±45° runt den vertikala axeln, följt av en rotation runt den horisontella axeln med approximativt ±35° (exakt arcsin(tan 30°)).
På liknande sätt kan en isometrisk vy erhållas i ett 3D-ritprogram för dator. Genom att börja med kameran inriktad parallellt med golvet och längs koordinataxeln, roteras den ned runt den horisontella axeln med 35,264° enligt ovan, och roteras sedan ±45° runt den vertikala axeln.
Ett annat sätt att visualisera en isometrisk projektion är att föreställa sig en vy av ett kubiskt rum från ett av de övre hörnen med blicken mot diagonalt motstående hörn. x-axeln är diagonalt ned åt höger, y-axeln är diagonalt ned till vänster, och z-axeln är rakt upp. Djupet visas också av höjden i bilden. Linjer som dras längs axlarna bildar 120° med varandra.

## Begränsningar för axonometrisk projektion
Som i alla typer av parallellprojektion uppträder inte föremål större eller mindre beroende på om de ligger närmare eller längre bort från betraktaren. Samtidigt som detta är till fördel för arkitekturritning och sprite-baserad datorgrafik (videospel), resulterar detta i en optisk förvrängning, eftersom det – i motsats till perspektivprojektion – inte är så som våra ögon eller fotografering vanligtvis fungerar. Det kan också lätt skapa situationer där djup och höjd är omöjliga att mäta, så som visas i bilden till höger. Ett ytterligare problem som är speciellt för isometrisk projektion, är när det blir svårt att uppfatta vilken yta av objektet man betraktar. I avsaknad av ordentlig skuggning, och för föremål som nära vinkelrätt mot varandra och med liknande proportioner, kan det bli svårt att bestämma vad som är ovansida, undersida eller sidoyta av objektet. Detta beror på att i isometrisk projektion har projektionen av varje yta på ett tvådimensionellt plan lika ytor och areor.
De flesta nutida videospel har undvikit dessa situationer genom att överge den axonometriska projektionen till fördel för en renderad perspektivprojektion med gränspunkter. Några av de berömda "omöjliga" konstruktionerna av M. C. Escher däremot, utnyttjar dem. Vattenfall (1961) är ett bra exempel, i vilket byggnaden är (något så när) isometrisk, medan den tonande bakgrunden använder en perspektivprojektion.

## Isometriskt perspektiv i datorspel

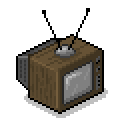
TV ritad i nästan isometrisk pixelkonst

Isometriskt perspektiv, ibland förkortat isoperspektiv, används ett flertal dator- och TV-spel, till exempel Head over Heels, Populous, The Sims och Civilization II.